# گورنگا یوبوویجا
گورنگا یوبوویجا (به صربی: Gornja Ljuboviđa) یک روستا در صربستان است که در یوبووییا واقع شده‌است.